# 20063 Kanakoseki
20063 Kanakoseki este o planetă minoră (asteroid), cu un diametru de 11,339 km, din centura de asteroizi. A fost descoperită pe 15 septembrie 1993 la Observatorul La Silla de Eric Walter Elst. 
Obiectul prezintă o orbită caracterizată de o semiaxă mare de 3,219625 UAi, o excentricitate de 0,07, o înclinație de 3,98149 ° în raport cu ecliptica.